# Whenever You Call
Whenever You Call è un brano musicale di Mariah Carey, scritto assieme a Walter Afanasieff e tratto dall'album Butterfly.
La ballata, interamente suonata con il pianoforte, parla della forza dell'amore, che non si può cedere ad un altro.

## Versione con Brian McKnight
Nella raccolta #1's è inclusa una versione duetto con Brian McKnight.

## Video musicale
Il video è un montaggio di immagini tratte dal Butterfly World Tour.

## Posizioni più alte nelle classifiche
- EE.UU., Billboard Hot 100 Airplay - 16
- EE.UU., Billboard Hot R&B/Hip-Hop Airplay - 16